# Secuestrados en Xeorxia
Secuestrados en Xeorxia és un llargmetratge de 90 minuts, realitzat per a televisió el 2003 i dirigit per Gustavo Balza. Va ser produït per Portozás Visión per a TVG i Telecinco, i rodada als Estudios Picasso. L'argument es basa en fets reals: el segrest a Geòrgia el novembre de 2000 dels empresaris espanyols José Antonio Tremiño i Francisco Rodríguez a mans del mafiós georgià Mevlud (Xota) Txitxiaixvili.

## Argument
Francisco i José Manuel Clavijo, dos empresaris espanyols, viatgen a Geòrgia amb la intenció de comprar una joia que revendran a un preu elevat a Espanya. L'intermediari del negoci és Carlos, el soci de Francisco a Geòrgia. Però les coses no surten com s’esperava. Francisco i José Manuel són segrestats per un grup de guerrillers que són, de fet, els còmplices de Carlos. Té intenció de prendre una part del rescat que pagaran les famílies dels segrestats.
Mentrestant, a Madrid, Rosa i Helena - les dones dels segrestats - intenten aconseguir l'alliberament dels seus marits per tots els mitjans diplomàtics possibles ... Fins que no hi hagi més remei que anar a Geòrgia i pagar el rescat exigit pel segrestadors.

## Repartiment
- Chete Lera... 	Francisco Rodríguez
- Manuel Morón ... 	José Manuel Clavijo
- José Luis Díaz ... 	Diplomàtic
- Monti Castiñeiras... Lucas
- Álvaro Guevara ... Bashir
- Beatriz Santana... Bea

## Equip tècnic
- Ajudant de producció: Xabier Eirís, Pablo Atienza, Quique Batet
- Producció executiva: David Martinez
- Ajudant de direcció: José Manuel Quiroga
- Direcció d'art: Alexandra Fernández
- Direcció de producció: María Liaño
- Efectes especials: Ricardo Spencer
- Guió: Ana Monteagudo
- Cap de so: José Manuel Sospedra

## Premis i nominacions
Premis Mestre Mateo
| Any       | Categoria                      | Receptor        | Resultat  |
| --------- | ------------------------------ | --------------- | --------- |
| 2a edició | Millor director                | Gustavo Balza   | Nominat   |
| 2a edició | Millor actor                   | Chete Lera      | Nominat   |
| 2a edició | Millor actriu                  | Beatriz Santana | Nominada  |
| 2a edició | Millor pel·lícula de televisió | Filmanova SL    | Guanyador |